# یاکوب تولین تومس
یاکوب تولین تومس (انگلیسی: Jacob Tullin Thams; ۷ آوریل ۱۸۹۸ – ۲۷ ژوئیه ۱۹۵۴) اسکی‌باز پرش اهل نروژ بود.